# Thijs Boontjes
Thijs Boontjes (Schagen, 14 november 1987) is een Nederlands muzikant. Boontjes zingt en speelt toetsen in het Thijs Boontjes Dans- en Showorkest.
Boontjes speelde tot en met 2019 ook in de band van Douwe Bob. Van 2006 tot 2012 was Boontjes lid van de band King Jack, waarmee hij op 23 december 2012 zijn laatste optreden had. Tot 2009 was Boontjes ook toetsenist in de begeleidingsband van Anouk. Hij speelde mee op de cd Coexist van de Ruben Hoeke Band uit 2010.   Sinds het Groot Dictee der Nederlandse Taal per 2018 op de radio wordt uitgezonden verzorgt hij daarvan met zijn band de muzikale omlijsting. Op televisie werd dit dictee omlijst door het Allegro assai uit het celloconcert in A-majeur van Carl Philipp Emanuel Bach (Wq 172 volgens de nummering door Alfred Wotquenne uit 1905). De muzikale omlijsting van het Groot Dictee der Nederlandse taal verzorgde het Thijs Boontjes Dans- en Showorkest in 2022 niet. Ze werden dat jaar vervangen door Van Dik Hout.
Hij scoorde in 2016 een kleine hit met Alleen naar de kermis. In 2018 kwam daar de single Dansen met jou bij.
Boontjes' agenda was door de coronapandemie flink uitgedund. Van 27 november 2020 tot 8 april 2022 was Boontjes werkzaam als sidekick bij het radioprogramma Sanders Vriendenteam op NPO 3FM. Aanvankelijk was hij alleen op donderdag te horen, later was hij dagelijks op de radio. Eerder maakte hij in datzelfde radioprogramma een Nederlandse vertaling van Lionel Richie’s All Night Long (All Night), met als Nederlandse titel Deze nacht. Dit nummer werd uiteindelijk ook uitgebracht als single.

## Discografie
Boontjes bracht verschillende nummers uit als single. In 2015 verscheen zijn eerste ep onder de titel Thijs Boontjes Dans- en Showorkest. In 2019 volgde het eerste album met bijdragen van Henny Vrienten, Lucky Fonz III en de voormalige bandleden van Go Back to the Zoo.
- 2015: Niet Van Steen (eigen beheer)
- 2016: Ambiance
- 2017: Ballade Van De Moord
- 2017: Casablanca (Top Notch)
- 2019: Geen Achttien Meer (Top Notch)
- 2020: Deze nacht (Excelsior Recordings)
- 2021: Ambiance (Excelsior Recordings)
- 2022: Als Emmie Danst (Excelsior Recordings)
- 2023: Vanavond (Excelsior Recordings)
- 2023: Vrouw van de Dominee (Excelsior Recordings)
- 2024: Ik Weet Niet Wat Het Is (Excelsior Recordings)

| Single met eventuele hitnotering(en) in de Nederlandse Top 40 | Datum van verschijnen | Datum van binnenkomst | Hoogste positie | Aantal weken | Opmerkingen |
| ------------------------------------------------------------- | --------------------- | --------------------- | --------------- | ------------ | ----------- |
| Deze nacht                                                    | 2020                  | 15-02-2020            | tip7            | 4            |             |